# Bob Rule
Bob Rule, właśc. Bobby Frank Rule (ur. 29 czerwca 1944 w Riverside, zm. 5 września 2019 tamże) – amerykański koszykarz, występujący na pozycjach skrzydłowego lub środkowego, uczestnik meczu gwiazd NBA.

## Osiągnięcia
AAU
- Zaliczony do składu AAU All-American (1967)[3]

NBA
- Uczestnik meczu gwiazd NBA (1970)[2]
- Wybrany do I składu debiutantów NBA (1968)[4]